# Баранов, Николай Васильевич (Герой Советского Союза)

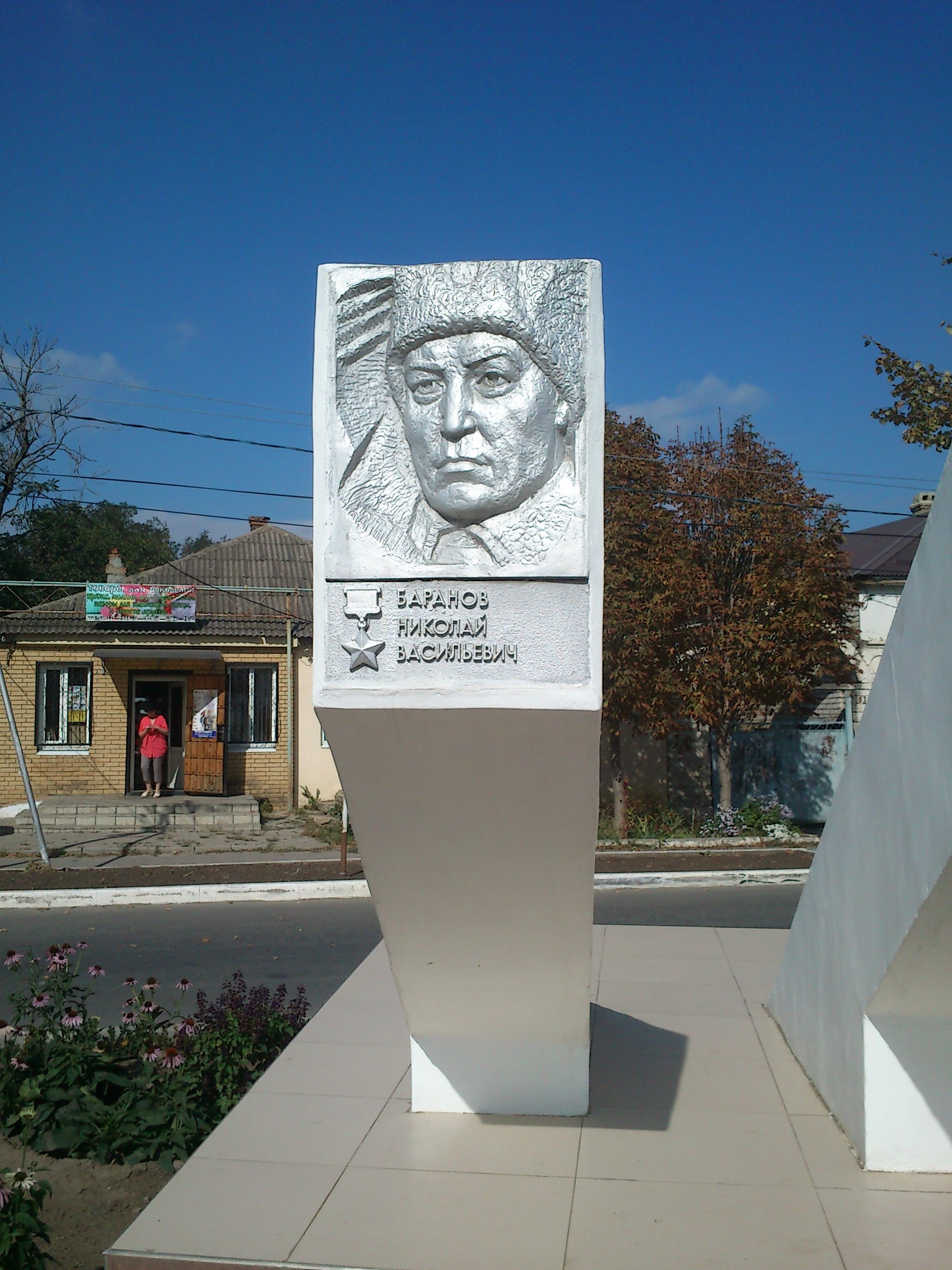
Барельеф на Аллее Славы в Светлограде

Никола́й Васи́льевич Бара́нов (16 марта 1899, Мышкинский уезд, Ярославская губерния — 25 июня 1976, Днепропетровск) — советский офицер, участник двух войн, в годы Великой Отечественной войны — командир 1372-го стрелкового полка 417-й Сивашской стрелковой дивизии 51-й армии 4-го Украинского фронта, Герой Советского Союза (24.03.1945), подполковник.

## Биография
Родился в 1899 году в селе Дерябино Сменцевской волости Мышкинского уезда в семье служащего. Русский.
В 1918 году добровольцем ушёл в Красную армию. Участник Гражданской войны в России. В 1920 году вступил в ВКП(б). После Гражданской войны был на государственной и партийной работе.
В 1941 году, с началом Великой Отечественной войны, был вновь призван в армию. В августе 1941 года по инициативе Никопольского горкома КП(б)У было создано два коммунистических батальона, одним из которых командовал работник горкома Н. В. Баранов, батальон защищал Кривой Рог.
В 1944 году подполковник Баранов командовал 1372-м стрелковым полком 417-й Сивашской стрелковой дивизии. Полк под командованием Баранова участвовал в боях за освобождение Крыма и при штурме Севастополя.
7 мая 1944 года после двухчасовой огневой подготовки подполковник Баранов во главе вверенного ему полка участвовал в штурме укреплённого горного рубежа — Сапун-горы. После третьей атаки бойцы ворвались в первую линию траншей. В это же время ударные группы и штурмовые отряды с левого фланга горного хребта вышли в тыл противнику и завязали бой. В течение трёхчасового боя было уничтожено 10 дотов, 15 дзотов, 30 огневых точек и до 700 солдат и офицеров вермахта. Лейтенантом Громыковым, прорвавшимся к вершине Сапун-горы, был водружён красный флаг с надписью «Славу Сиваша пронесём до Севастополя!». Это был первый флаг на Сапун-горе.
Преследуя отступающего противника и не давая ему закрепиться на новых рубежах, 1372-й стрелковый полк устремился к городу Севастополю. Баранов на машинах и танках выбросил десант юго-восточнее города, который у самых ворот города отрезал путь отступления немецким войскам. В результате были взяты значительные трофеи.
За проявленный героизм при штурме горного хребта Сапун-горы и крепости Севастополь подполковник Баранов был представлен к присвоению звания Героя Советского Союза.
После освобождения Крыма дивизия была передислоцирована в Прибалтику. В боях за город Шяуляй полк Баранова стремительным ударом захватил аэродром, на котором было 7 немецких самолётов, не успевших подняться в воздух. Была взята в плен большая группа офицеров армии вермахта. За удачно проведённую операцию полк был награждён орденом Красного Знамени.
В районе латвийского города Тукумс полк был окружён и в течение пяти дней вёл тяжёлые оборонительные бои. Только когда Совинформбюро сообщило, что наши войска оставили город Тукумс, умелым манёвром Баранов вывел свой полк из окружения, захватив при этом пленных, оружие и 9 грузовых автомашин.
В ноябре 1944 года в связи с тяжёлой болезнью подполковник Баранов ушёл в отставку.
Указом Президиума Верховного Совета СССР от 24 марта 1945 года за образцовое выполнение заданий командования и проявленные мужество и героизм в боях с немецкими захватчиками подполковнику Баранову Николаю Васильевичу присвоено звание Героя Советского Союза с вручением ордена Ленина и медали «Золотая Звезда» (№ 5460).
Несколько лет он работал секретарём Никопольского горкома КП(б)У, заведующим отделом обкома партии на Украине. Жил в Днепропетровске. Работал преподавателем в Днепропетровском горном институте. Будучи на пенсии, часто выступал с докладами, лекциями, беседами в школах и на предприятиях города. Скончался 25 июня 1976 года.

## Награды
- Медаль «Золотая Звезда» Героя Советского Союза (№ 5460)
- Орден Ленина
- Два ордена Красного Знамени
- Орден Суворова III степени
- Орден Александра Невского
- Орден Отечественной войны I степени
- Медали, в том числе:
  - Медаль «За победу над Германией в Великой Отечественной войне 1941—1945 гг.»
  - Юбилейная медаль «Двадцать лет Победы в Великой Отечественной войне 1941—1945 гг.»
  - Юбилейная медаль «Тридцать лет Победы в Великой Отечественной войне 1941—1945 гг.»

## Память
- Имя Н. В. Баранова высечено на памятнике в Рыбинске на Аллее Славы.

## Комментарии
1. ↑  Деревня Дерябино (Дерябина) Сменцевской волости[1], расположенная  при р. Сутке в 30 верстах от Мышкина, относилась к Мышкинскому уезду[2], при создании Рыбинского водохранилища не сохранилась; её территория  ныне относится к Волжскому сельскому поселению Некоузского района Ярославской области[3].